# Alex Bowman
Alexander Michael Bowman, född 25 april 1993 i Tuscon i Arizona, är en amerikansk professionell stockcarförare.
Alex Bowman kör för närvarande bil #88 för Hendrick Motorsports i Nascar Cup Series. Han tog 2018 över bil 88 efter att Dale Earnhardt Jr. avslutat karriären. Första cup-segern kom 30 juni 2019 på Chicagoland Speedway i loppet Camping World 400.
Bowman har bland annat tidigare kört i K&N Pro Series, ARCA Racing Series och Nascar Xfinity Series. 

## Utmärkelser
- 2011 - Nascar K&N Pro Series East Rookie of the Year[5]
- 2012 - ARCA Racing Series Rookie of the Year[6]